# Jeremy Zucker
Jeremy Scott Zucker (né le 3 mars 1996 à Franklin Lakes, New Jersey) est un chanteur et compositeur américain, surtout connu pour ses chansons All the Kids Are Depressed (2018), Comethru (2018) et You Were Good to Me (2019). Depuis qu'il a commencé à publier de la musique en 2015, Zucker a sorti plusieurs EP et deux albums complets, Love Is Not Dying (2020) et Crusher (2021).

## Jeunesse
Originaire de Franklin Lakes, New Jersey, Zucker a été élevé dans une famille musicale avec ses parents et ses deux frères aînés. Alors qu'il était étudiant à Ramapo High School, il a commencé à faire de la musique dans sa chambre et a ensuite rejoint un groupe appelé les Foreshadows. La première chanson qu'il ait jamais écrite parlait en fait de la peur des hauteurs de son frère. Après avoir obtenu son diplôme d'études secondaires, il a fréquenté Colorado College où il a obtenu en 2018 un diplôme en biologie moléculaire. Avant de produire sa propre musique, son premier travail a été celui de moniteur de snowboard.

## Carrière musicale
En 2015, Zucker sort son premier EP Beach Island. Il sort Breathe qui contient son hit 'Bout It en décembre 2016. En 2017, Zucker sort Motions, avec la chanson Heavy, que Blackbear a ensuite remixée dans Make Daddy Proud et incluse sur son album Digital Druglord. Zucker et Blackbear ont ensuite collaboré sur le single Talk Is Overrated sur l'EP Idle de Zucker. Zucker sort Stripped en février 2018, suivi de Glisten en mai 2018. En septembre 2018, Zucker sort Summer, qui contient la chanson Comethru. Il a écrit Comethru en réponse à l'obtention de son diplôme universitaire en mai 2018 et à son retour dans sa maison d'enfance dans le New Jersey.
En 2019, Zucker collabore avec la chanteuse Chelsea Cutler sur You Were Good to Me. La chanson était le premier single de leur premier EP collaboratif Brent, sorti le 19 avril 2019. Le 26 juillet 2019, Zucker sort Oh, Mexico, le premier single de son premier album Love Is Not Dying. Les singles suivants Always, I'll Care, Not Ur Friend et Julia sont sortis respectivement le 7 février 2020, le 28 février et le 24 mars 2021, menant à la sortie de l'album le 17 avril. L'album est une collection autobiographique de chansons enregistrées à Brooklyn au cours du second semestre 2019. Le 24 juillet 2021, il sort le single Supercuts. Il a joué sur la chanson Backyard Boy de Claire Rosinkranz et Nothing's the Same avec Alexander 23.
Le 15 janvier 2021, Zucker et Cutler sortent This Is How You Fall In Love et animent l'émission en direct Brent: Live on the Internet où ils présentent Brent II, qui est sorti le 5 février 2021. À partir de juin 2021, Zucker sort les chansons 18 le 24 juin, Honest le 23 juillet, Cry With You le 20 août et Therapist le 17 septembre 2021 en tant que singles pour son deuxième album Crusher, qui est sorti le 1er octobre 2021. Jeremy Zucker annonce sa venue pour le Weverse Con Festival des 10-11 juin 2023.

## Influences
Zucker a cité Blink-182, Jon Bellion, blackbear, EDEN, Bon Iver, Mac Miller et Wet comme certaines de ses influences musicales.

## Discographie

### EP
- 2015 : Beach Island
- 2015 : Breathe
- 2016-2017 : Motions
- 2017 : Idle
- 2018 : Stripped
- 2018 : Glisten
- 2018 : Summer
- 2019 : Brent
- 2021 : Brent II
- 2023: Is nothing sacred?

### Singles
- 2015 : Melody
- 2015 : Flying Kites
- 2015 : 'Bout it (avec Daniel James et Benjamin 0)
- 2016 : Peace Sings
- 2016 : Weakness
- 2016 : Paradise (avec Cisco the Nomad)
- 2016 : When You Wake Up
- 2016 : Upside Down (avec Daniel James)
- 2017 : Idk Love
- 2018 : All the Kids are Depressed
- 2018 : Comethru[7]
- 2019 : You Were Good to Me (avec Chelsea Cutler)
- 2019 : Oh, Mexico
- 2020 : Always, I'll Care
- 2020 : Not Ur Friend
- 2020 : Julia
- 2020: Supercuts
- 2022: I'm So Happy (avec BENEE)
- 2023: Internet Crush
- 2023: Ok
- 2023: This Time
- 2024: Black & White (avec Chelsea Cutler)
- 2024: A-Frame (avec Chelsea Cutler)
- 2025: Hometown
- 2025: Surprise!